# 比嫩比特尔
比嫩比特尔是德国下萨克森州的一个市镇。总面积99.02平方公里，总人口6626人，其中男性3311人，女性3315人（2011年12月31日），人口密度67人/平方公里。